# Christoph Bautz (Aktivist)

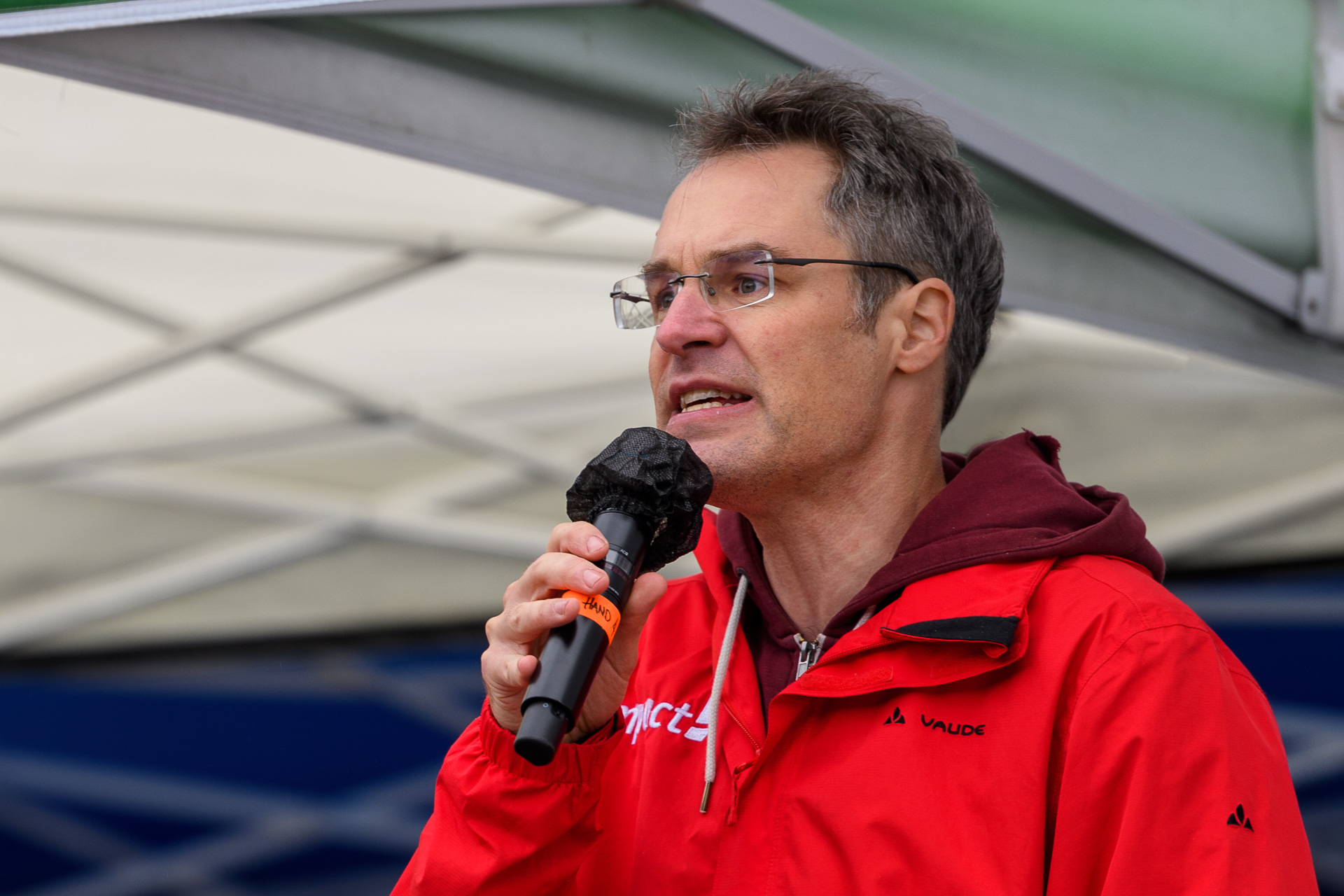
Christoph Bautz (2020)

Christoph Bautz (* 29. Dezember 1972 in Darmstadt) ist ein deutscher Biologe. Er ist Mitbegründer der Bewegungsstiftung sowie Mitbegründer und Geschäftsführer der Organisation Campact.

## Leben
Als junger Erwachsener war er beim NABU aktiv. Sein erstes großes Projekt hatte Bautz als 23-Jähriger: Er pachtete mit befreundeten Naturschützern 80 Hektar Obstwiesen und machte daraus ein Naturschutzzentrum.
Bautz studierte Biologie und belegte einen Master in Politikwissenschaft. Nach Ende seines Studiums baute er die Geschäftsstelle von Attac Deutschland mit auf und koordinierte dort die Öffentlichkeitsarbeit. Zusammen mit Felix Kolb und Gerald Neubauer gab er den Anstoß zur Gründung der Bewegungsstiftung mit Sitz in Verden an der Aller, die sich die Förderung von Kampagnen und Projekten sozialer Bewegungen zum Ziel gesetzt hat. Gemeinsam mit Felix Kolb und Günter Metzges initiierte er die Gründung von Campact und arbeitet seit 2004 als Campact-Geschäftsführer. 2010 wurde er mit dem Umweltmedienpreis der Deutschen Umwelthilfe in der Kategorie Neue Medien ausgezeichnet.
Bautz nennt Campact „die inzwischen größte politische Internet-Organisation Deutschlands“.
Er ist Gründungsmitglied und Sprecher des Aufsichtsrats der Bürgerbewegung Finanzwende.

## Meinungen
Auf die Frage, nach welchen Kriterien er ein Thema als interessant für Campact hält, antwortete Bautz: Da haben wir verschiedene Kriterien. Können wir was bewirken, weil da was auf der Kippe steht? Beim Thema Gentechnik will die SPD zum Beispiel den Status quo halten, die Union will die Gentechnik in aller Breite in der Landwirtschaft einführen. Da können wir Zünglein an der Waage sein. Dann muss ein Thema halbwegs verständlich sein, also zu Details der Gesundheitsreform eine Aktion zu starten, ist schwierig. Es muss die Leute aufregen und die Leute müssen natürlich dahinterstehen.